# Ivanovo (Chorwacja)
Ivanovo – wieś w Chorwacji, w żupanii osijecko-barańskiej, w gminie Viljevo. W 2011 roku liczyła 290 mieszkańców.